# Gnomulus baharu
Espèce
Synonymes
- Pelitnus thorelli Schwendinger, 1992 nec Sørensen, 1932

Gnomulus baharu est une espèce d'opilions laniatores de la famille des Sandokanidae.

## Distribution
Cette espèce est endémique du Brunei. Elle se rencontre dans les Belait et de Tutong.

## Description
Le mâle holotype mesure 8,6 mm, le mâle paratype 8,4 mm et la femelle paratype 8,8 mm.

## Systématique et taxinomie
Cette espèce a été décrite sous le nom Pelitnus thorelli par Schwendinger en 1992. Elle est placée dans le genre Gnomulus par Martens et Schwendinger en 1998. Le nom Gnomulus thorelli (Schwendinger, 1992) étant préoccupé par Gnomulus thorelli (Sørensen, 1932), il est remplacé par Gnomulus baharu par Schwendinger en 1998.

## Publications originales
- Martens & Schwendinger, 1998 : « A taxonomic revision of the family Oncopodidae I. New genera and new species of Gnomulus Thorell (Opiliones, Laniatores). » Revue Suisse de Zoologie, vol. 105, no 3, p. 499–555 (texte intégral).
- Schwendinger, 1992 : « New Oncopodidae (Opiliones, Laniatores) from Southeast Asia. » Revue Suisse de Zoologie, vol. 99, no 1, p. 177–199 (texte intégral).